# Tada-U (Mandalay)
Tada-U of Tadau (Birmaans: တံတားဦးမြို့) is een town in centraal Myanmar. De town ligt in de divisie Mandalay, circa 10 km van de provinciehoofdstad Mandalay. 